# Neptidopsis fulgurata
Neptidopsis fulgurata är en fjärilsart som beskrevs av Jean Baptiste Boisduval 1833. Neptidopsis fulgurata ingår i släktet Neptidopsis och familjen praktfjärilar. IUCN kategoriserar arten globalt som livskraftig. Inga underarter finns listade i Catalogue of Life.